# 康斯坦丁·拉朗尼柯
康斯坦丁·尼可拉耶維奇·拉朗尼柯（俄语：Константи́н Никола́евич Лавро́ненко，1961年4月20日—）是俄羅斯男演員。2007年他因演出安德烈·薩金塞夫執導的《將愛放逐》而於第60屆坎城影展獲得最佳男演員獎。

## 電影作品
- 2003年:《歸鄉》(Возвращение)
- 2005年:《霧中湖（波兰语：Mistrz (film 2005)）》(Mistrz)
- 2007年:《將愛放逐（俄语：Изгнание (фильм)）》(Изгнание)
- 2013年:《三劍客（俄语：Три мушкетёра (фильм, 2013)）》(Три мушкетёра)
- 2020年:《異界 (2020年電影)》(Кома (фильм, 2020))

## 外部連結
- 康斯坦丁·拉朗尼柯在互联网电影资料库（IMDb）上的資料（英文）